# 安加西山 (卡巴納區)
14°26′21″S 74°09′09″W / 14.43917°S 74.15250°W
安加西山（Anqasi），是秘魯的山峰，位於該國中南部阿亞庫喬大區，由盧卡納斯省的卡巴納區負責管轄，屬於安地斯山脈的一部分，海拔高度4,400米。